# Jean-Philippe Dutoit-Membrini
Jean-Philippe Dutoit-Membrini, alias Keleph Ben Nathan, est un pasteur suisse de Lausanne, francophone, né à Moudon le 27 septembre 1721, mort à Lausanne le 21 janvier 1793. Il relève du christianisme vaudois du XVIIIe siècle, il est piétiste, mystique, proche de l'ésotérisme. Il a été influencé par Mme Guyon.

## Biographie
Fondateur vers 1753, avec son ami le professeur Jean-François Ballif, du Cercle lausannois des Âmes Intérieures.

### Œuvres
- Œuvres théosophiques et spirituelles, Nabu Press, 2012, 9 vol.
- De l'onanisme, ou Discours philosophique et moral sur la luxure artificielle et sur tous les crimes, Lausanne, 1760.
- La philosophie divine, appliquée aux lumières naturelle, magique, astrale, surnaturelle, céleste et divine (1793)
  - vol. I 
  - vol. II 
  - vol. III
- La philosophie chrétienne exposée, éclaircie, démontrée et appuyée sur l'immuable baze de la Révélation (1800-1819), éditée par Daniel Pétillet
  - vol. I
  - vol. II
  - vol. III
  - vol. IV

### Études
- Jules Chavannes, Jean-Philippe Dutoit, Lausanne, 1865.
- André Favre, Un théologien mystique vaudois au XVIIIe siècle, J.-P. Dutoit, Genève, 1911.
- Marie-Madeleine Davy (dir.), Encyclopédie des mystiques (1972), Seghers, 1977, t. 2, p. 321-325, 618-619.
- Antoine Faivre, L'ésotérisme au XVIIIe siècle, Seghers, 1973, p. 78-82.